# Briza subaristata
Briza subaristata är en gräsart som beskrevs av Jean-Baptiste de Lamarck. Briza subaristata ingår i släktet darrgrässläktet, och familjen gräs. Inga underarter finns listade i Catalogue of Life.

## Bildgalleri

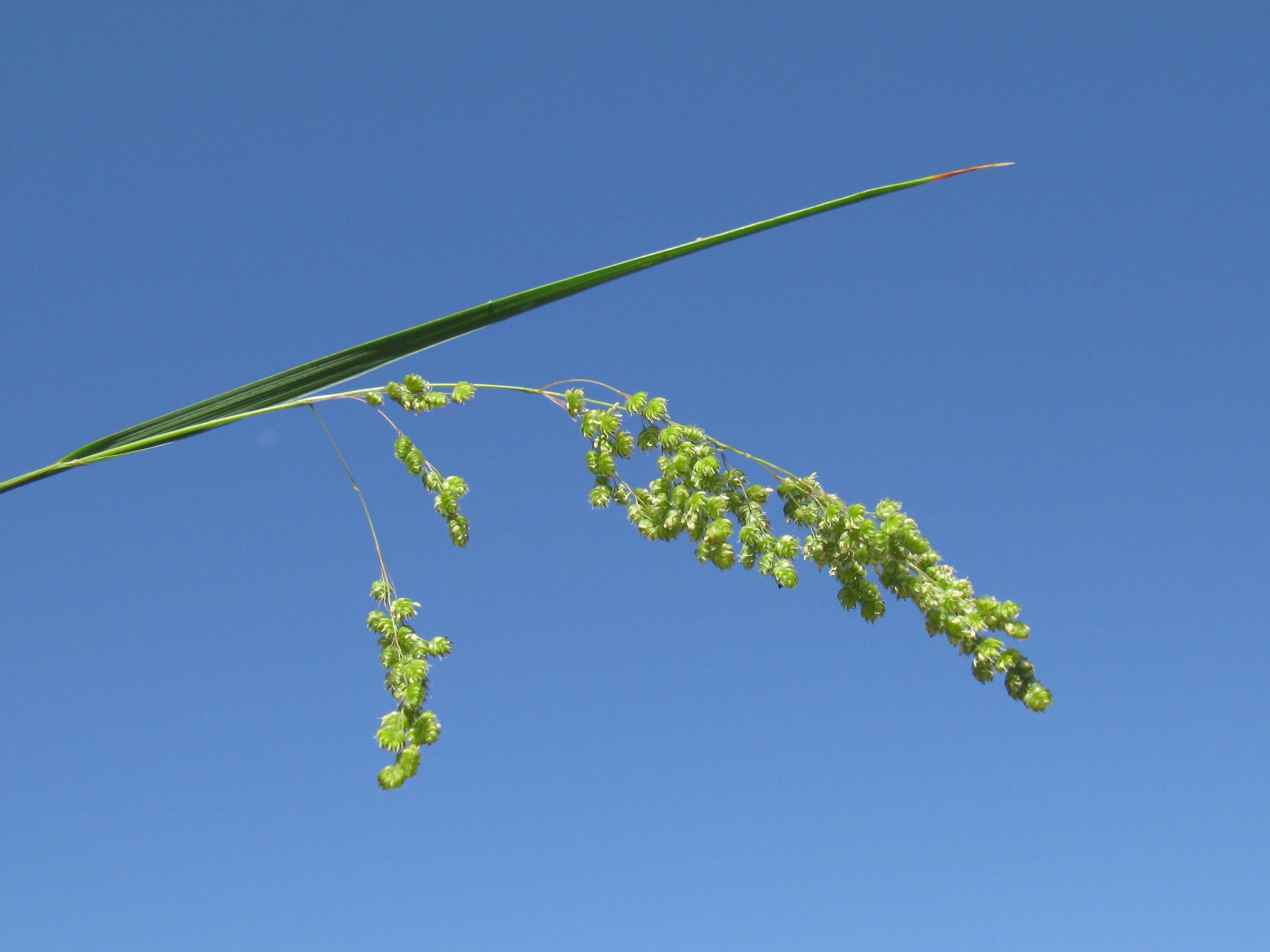